# 木村二郎
木村二郎（きむら じろう、1949年 -）は、日本の推理作家、翻訳家。
木村 仁良名義も使用した。

## 来歴・人物
大阪府堺市生まれ。
高校卒業後、渡米。ペイス大学社会学部卒業。
学生時代からアメリカのミステリー小説の評論、翻訳を手がけ、1990年から自ら小説を書きはじめる。
マルタの鷹協会日本支部の創設者（1982年）としても知られる。
日本推理作家協会会員だったが、2014年ごろ退会、2016年末に再入会し、同協会英文サイトの翻訳委員をつとめる。

## 作品

### 小説
- 『ヴェニスを見て死ね』（創元推理文庫） 1994.4、のち早川書房 2011.11
- 『予期せぬ来訪者』（創元推理文庫） 2011.11
- 『残酷なチョコレート』（東京創元社） 2013.4

### 評論・随筆
- 『尋問・自供 - 25人のミステリ・ライター』（早川書房） 1981.6

### 編著
- 『子猫探偵ニックとノラ : The cat has nine mysterious tales』（ジャン・グレープ他、木村仁良名義編、中井京子他訳、光文社、光文社文庫、『ジャーロ』傑作短編アンソロジー2） 2004
- 『夜明けのフロスト』（R・D・ウィングフィールド他、木村仁良名義編、芹澤恵他訳、光文社、光文社文庫、『ジャーロ』傑作短編アンソロジー3） 2005

### 翻訳
エドワード・D・ホック
- 「サム・ホーソーンの事件簿」
  - 〈Ⅰ〉（創元推理文庫） 2000.5
  - 〈Ⅱ〉（創元推理文庫） 2002.5
  - 〈Ⅲ〉（創元推理文庫） 2004.9
  - 〈Ⅳ〉（創元推理文庫） 2006.1
  - 〈Ⅴ〉（創元推理文庫） 2007.6
  - 〈Ⅵ〉（創元推理文庫） 2009.11
- 「サイモン・アークの事件簿」
  - 〈Ⅰ〉（創元推理文庫） 2008.12
  - 〈Ⅱ〉（創元推理文庫） 2010.12
  - 〈Ⅲ〉（創元推理文庫） 2011.12
  - 〈Ⅳ〉（創元推理文庫） 2012.12
- 「怪盗ニック」シリーズ
  - 『怪盗ニックを盗め』（早川書房）1979.12、のちハヤカワ文庫 2003.8
  - 『怪盗ニックの事件簿』（早川書房）1983.3、のちハヤカワ文庫 2003.11
  - 『怪盗ニック登場』（早川書房）1988.12、のちハヤカワ文庫 2003.5
  - 『怪盗ニック対女怪盗サンドラ』（ハヤカワ文庫） 2004.7
  - 『怪盗ニック全仕事<1>』 (創元推理文庫)  2014
  - 『怪盗ニック全仕事<2>』 (創元推理文庫)  2015
  - 『怪盗ニック全仕事<3>』 (創元推理文庫)  2016
  - 『怪盗ニック全仕事<4>』 (創元推理文庫)  2017
  - 『怪盗ニック全仕事<5>』 (創元推理文庫)  2018
  - 『怪盗ニック全仕事<6>』 (創元推理文庫)  2019
- 『ホックと13人の仲間たち』（早川書房） 1978.1
- 『密室への招待』（早川書房） 1981.9
- 『革服の男』（木村仁良名義、中井京子他共訳、光文社文庫、英米短編ミステリー名人選集5） 1999
- 『夜はわが友』（創元推理文庫） 2001.7
- 『夜の冒険』（ハヤカワ文庫、現代短篇の名手たち8） 2012.1

ドナルド・E・ウェストレイク（リチャード・スターク）
- 「悪党パーカー」シリーズ
  - 『悪党パーカー / 漆黒のダイヤ』（早川書房） 1985.4
  - 『悪党パーカー / 標的はイーグル』（早川書房） 1987.6
  - 『悪党パーカー / エンジェル』（木村仁良名義、ハヤカワ文庫） 1999
  - 『悪党パーカー / 電子の要塞』（ハヤカワ文庫） 2005.2
- 「泥棒ドートマンダー」シリーズ
  - 『天から降ってきた泥棒』（木村仁良名義、ハヤカワ文庫） 1997
  - 『逃げだした秘宝』（木村仁良名義、ハヤカワ文庫） 1998
  - 『最高の悪運』（木村仁良名義、ハヤカワ文庫） 2000.4
  - 『骨まで盗んで』（木村仁良名義、ハヤカワ文庫） 2002.6
  - 『バッド・ニュース』（ハヤカワ文庫） 2006.8
  - 『泥棒が1ダース』（ハヤカワ文庫） 2009.8
  - 『うしろにご用心！』(新潮文庫) 2025.2
- 『最後の依頼人 - 刑事くずれ』（早川書房、世界ミステリシリーズ） 1982.10
- 『ニューヨーク編集者物語』（木村仁良名義、扶桑社ミステリー） 1989
- 『嘘じゃないんだ!』（木村仁良名義、ハヤカワ文庫） 1991
- 『踊る黄金像』（木村仁良名義、ハヤカワミステリアス・プレス文庫） 1994
- 『二役は大変!』（木村仁良名義、ハヤカワミステリアス・プレス文庫） 1995
- 『斧』（文春文庫） 2001.3
- 『鉤』（文春文庫） 2003.5
- 『聖なる怪物』（文春文庫） 2005.1
- 『ギャンブラーが多すぎる』(新潮文庫) 2022.8

ロジャー・L・サイモン
- 『大いなる賭け』（ハヤカワ・ポケット・ミステリ） 1976.10
- 『ストレート・マン』（早川書房） 1988.3
- 『エルサレムの閃光 私立探偵モウゼズ・ワイン』（木村仁良名義、ハヤカワ・ミステリ） 1989
- 『誓いの渚』（講談社文庫） 1999.2

マーク・ショア
- 『俺はレッド・ダイアモンド』（ハヤカワ文庫） 1985.3
- 『エースのダイアモンド』（ハヤカワ文庫） 1986.2
- 『ダイアモンド・ロック』（ハヤカワ文庫） 1987.5

マイクル・コリンズ
- 『真鍮の虹』（早川書房） 1979.5
- 『ひきがえるの夜』（早川書房） 1981.4
- 『黒い風に向って歩け』（早川書房） 1984.6
- 『フリーク』（木村仁良名義、創元推理文庫） 1990
- 『鮮血色の夢』（木村仁良名義、創元推理文庫） 1992

ロゲル・リヒテンベルク・ジーモン
- 『ワイルドターキー』（早川書房） 1977.8
- 『ペキン・ダック』（早川書房） 1981.2
- 『カリフォルニア・ロール』（早川書房） 1986.3

エド・マクベイン（エヴァン・ハンター）
- 『黄金の街』（ハヤカワ・ポケット・ミステリ） 1979.12
- 『十の罪業 RED』（創元推理文庫） 2009.1

ビル・プロンジーニ
- 『凶悪』（講談社文庫） 2000.6
- 『幻影』（講談社文庫） 2003.8

ロバート・J・ランディージ
- 『探偵は眠らない』（ハヤカワ文庫） 1986.12
- 『卑しい街を行く』（ハヤカワ文庫） 1989.2
- 『探偵たちの誇る』（ロバート・J・ランディージ編、木村仁良名義共訳、ハヤカワ文庫） 1990

グレゴリー・マクドナルド
- 『警視フリン空中爆破』（角川文庫） 1985.11
- 『会員制殺人クラブ』（角川文庫） 1987.4

その他
- 『ストリート8』（ダグラス・フェアベアン、早川書房） 1982.2
- 『ハリウッドの殺人』（ジョゼフ・ウォンボー、早川書房） 1984.3
- 『ハリウッドに別れを』（アンドリュー・バーグマン、河出書房新社） 1984.12
- 『狼を庇う羊飼い』（ベンジャミン・M・シュッツ、サンケイ出版） 1987.4
- 『もうセレナーデは弾けない』（コナル・ライアン、ハヤカワ文庫） 1988.2
- 『消失のシナリオ』（アーサー・ライアンズ、ハヤカワ・ポケット・ミステリ） 1988.12
- 『フィリップ・マーロウの事件1』（バイロン・プライス編、木村仁良名義共訳、早川書房） 1990
- 『ブルショット』（ガブリエル・クラフト、木村仁良名義訳、ハヤカワ文庫） 1990
- 『大ホテル強盗』（ジョン・ミナハン、木村仁良名義、徳間文庫） 1990
- 『悪どいやつら』（アンソニー・ブルーノ、木村仁良名義訳、文春文庫)  1992
- 『約束の土地』（リチャード・バウカー、木村仁良名義訳、創元推理文庫)  1993
- 『美女はダイアモンドがお好き』（ジョン・ミナハン、木村仁良名義訳、徳間文庫） 1994
- 『32台のキャディラック』（ジョー・ゴアズ、木村仁良名義訳、福武文庫） 1998
- 『双生児 EQMM90年代ベスト・ミステリー』（ジャネット・ハッチングズ編、木村仁良名共訳、扶桑社ミステリー） 2000
- 『バッドラック・ムーン』（マイクル・コナリー、講談社文庫） 2001.8
- 『トライ・ザ・ガール』（レイモンド・チャンドラー、ハヤカワ文庫） 2007.10
- 『スペード&アーチャー探偵事務所』（ジョー・ゴアズ、早川書房） 2009.12
- 『七つの裏切り』（ポール・ケイン、扶桑社海外文庫)  2022.12